# María de Francia (1145-1198)
María de Francia (1145-11 de marzo de 1198) era la hija mayor del rey Luis VII de Francia y de su primera esposa, la duquesa Leonor de Aquitania. Fue condesa de Champaña y de Bría por su matrimonio con Enrique I de Champaña, y luego regente del condado desde 1181 hasta 1187 para su hijo, Enrique II.

## Familia
La hermana menor de María era Alix de Francia.
Por parte de padre, era media hermana de Margarita de Francia y Adela de Francia (del matrimonio con Constanza de Castilla), y de Felipe Augusto e Inés de Francia (del matrimonio con Adela de Champaña). Por parte de madre, de su matrimonio con Enrique II de Inglaterra, era media hermana de Guillermo, conde de Poitiers, Enrique el Joven, Matilde, Ricardo Corazón de León, Leonor, Juana, y Juan sin Tierra.

## Biografía
El matrimonio de los padres de María fue anulado en 1152, y la custodia de María y de su hermana, Alix, fue concedida a su padre, el rey Luis VII. Su madre, Leonor de Aquitania, se casó con Enrique, conde de Anjou y duque de Normandía, más tarde el rey Enrique II de Inglaterra. En 1160, cuando su padre, Luis VII, se casó con Adela de Champaña, él comprometió a María y Alix a los hermanos de Adela. Después de su compromiso, María fue enviada a la abadía de Avenay, en Champaña, para su educación.
En 1164, María se casó con Enrique I el Liberal, conde de Champaña y de Brie, y tuvieron cuatro hijos:
- Enrique (1166-1197), conde palatino de Champaña, y rey de Jerusalén como Enrique I de Jerusalén.

- María (1174-1204), casada en 1186 con el emperador Balduino I de Constantinopla, también Balduino IX, conde de Flandes, y Balduino VI, conde de Henao (1171-1205)

- Teobaldo (1179-1201), conde de Champaña.

- Escolástica (muerta en 1219), casada con Guillermo IV, conde de Mâcon (muerto en 1226).

María fue la regente de Enrique cuando éste fue en peregrinación a Tierra Santa desde 1179 hasta 1181. Mientras su marido estaba ausente, el padre de María murió y su medio hermano, Felipe Augusto, se convirtió en rey de Francia. Él confiscó las tierras de viudedad de su madre y se casó con Isabel de Henao, quien estaba prometida con anterioridad al hijo mayor de María. Esto llevó a María a unirse al partido de los nobles descontentos, incluyendo a la reina Adela y el arzobispo de Reims, para conspirar contra Felipe.
Con el tiempo, las relaciones entre María y su real hermano mejoraron. Su marido murió poco después de su regreso de Tierra Santa. Ahora, viuda con cuatro hijos pequeños, María consideró casarse con Felipe de Alsacia, pero el compromiso se rompió de repente por motivos desconocidos.
Tras la muerte de su esposo, asumió la regencia del condado de Champaña en el nombre de su hijo, Enrique, hasta 1187. En 1190, su hijo se va a combatir a Tierra Santa y ella vuelve a ser la regente del reino, hasta que Enrique II se casa con la reina de Jerusalén, Isabel I, y es nombrado rey.
Cuando su hijo Enrique II muere, en 1197, María cede el poder a su segundo hijo, Teobaldo III, y se retira al convento de Fontaines-les-Nones, cerca de Meaux. Murió al año siguiente. Su tumba en la catedral de Meaux fue destruida en el siglo XVI, durante las guerras de religión.
María también fue mecenas de la literatura, incluyendo a Andreas Capellanus, que sirvió en su corte, y Chrétien de Troyes. Ella sabía leer y escribir en francés y latín, y mantuvo su propia biblioteca.
Existía un gran afecto entre María y su medio hermano, Ricardo I de Inglaterra, y su célebre poema J'a nuns hons pris, lamentando su cautiverio en Austria, fue dedicado a ella.